# Pouteria validinervis
Pouteria validinervis là một loài thực vật có hoa trong họ Hồng xiêm. Loài này được (Sleumer) Baehni miêu tả khoa học đầu tiên năm 1942.